# Brass Band Regensburg

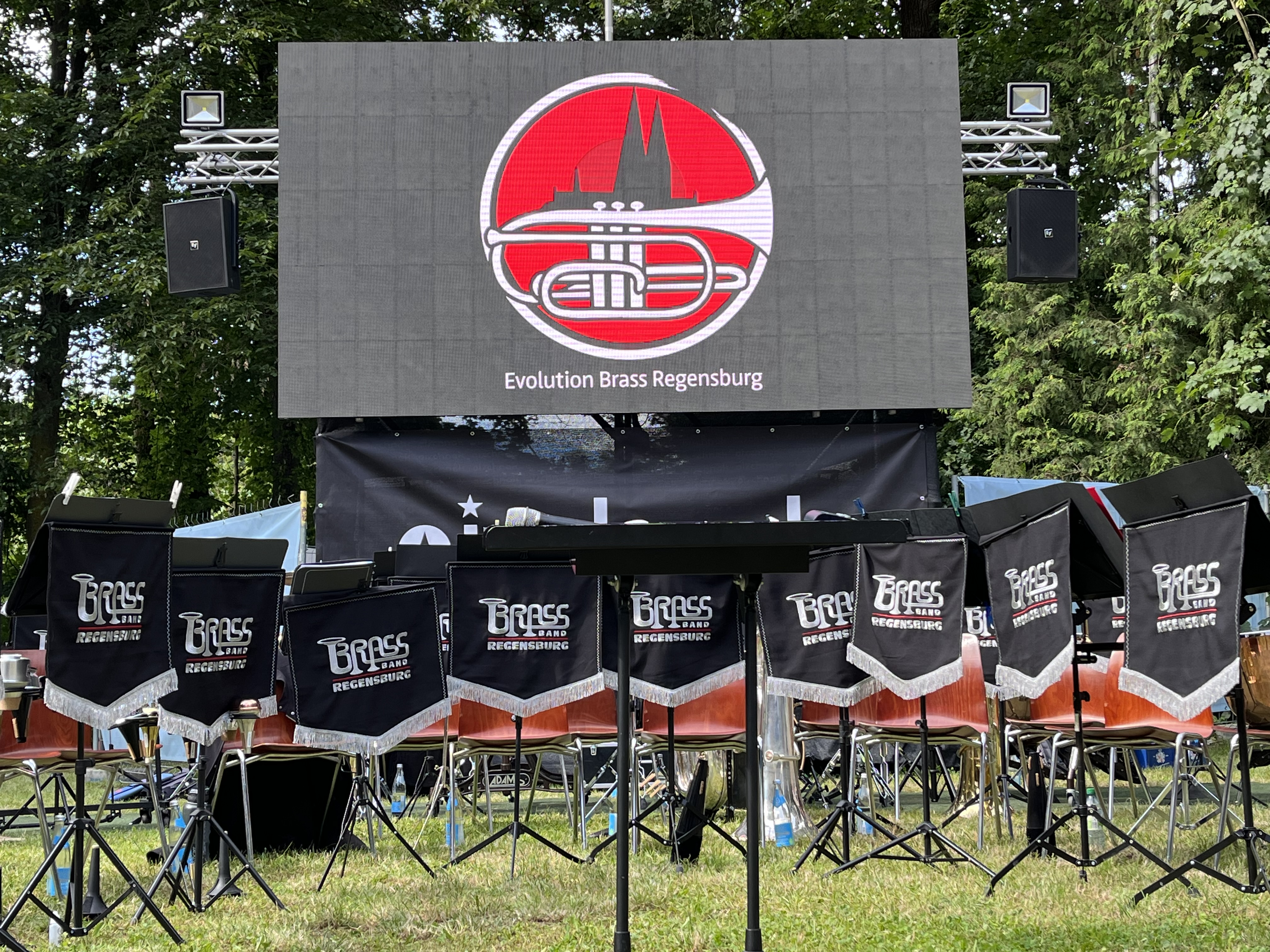
Logo der Evolution Brass Regensburg und Notenpultbanner der Brass Band Regensburg (bei einem Freiluft-Konzert, 2024).

Die Brass Band Regensburg und ihre Partnerband Evolution Brass Regensburg sind Brassbands  britischen Stils mit jeweils etwa 30 Mitgliedern (z. T. in beiden Bands) aus Regensburg und Umgebung. Die Bands arbeiten regelmäßig mit  internationalen Dirigenten, u. a. seit 2012 mit Dave Lea aus Coventry, zusammen und nehmen an deutschen und internationalen Wettbewerben teil. Träger ist der Brass Band Förderverein Regensburg e.V.

## Geschichte
Die Brass Band Regensburg geht auf ein Treffen von Regensburger Blechbläsern 2008 unter dem Dach der „Bayerischen Brass Band Akademie“ (3BA) zurück. Die Band Evolution Brass Regensburg wurde 2016 als Nachwuchsband gegründet. 2017 erhielt die Brass Band den Musikpreis der Stadt Regensburg.
Nach 6 Jahren als Dirigentin verließ Christine Hartmann 2019 die Brass Band Regensburg. Daraufhin wurde Stefan Popp Dirigent der Band, seit Februar 2022 ist es Thomas Freiss.

## Teilnahme an Wettbewerben (Auszug)
BBM = Brass Band Meisterschaft, *Ergebnisse der Evolution Brass Regensburg
| Jahr  | Wettbewerb, Section                  | Platzierung | Selbstwahlstück                             | Dirigent*in          |
| ----- | ------------------------------------ | ----------- | ------------------------------------------- | -------------------- |
| 2009  | Deutsche BBM - Oberstufe             | 3. Platz    | European Overture                           | Jörg Seggelke        |
| 2014  | Deutsche BBM - 2nd Division          | 3. Platz    | Resurgam                                    | Dave Lea             |
| 2015  | German Open - First Section          | 1. Platz    | Purcell Variations [Downie]                 | Christine Hartmann   |
| 2016  | Deutsche BBM - 2nd Division          | 1. Platz    | Evolution - Five States of Change           | Dave Lea             |
| 2017  | Europäische BBM - Challenge Section  | 3. Platz    | Fire In The Blood                           | Christine Hartmann   |
| 2018  | Deutsche BBM - 1st Division          | 2. Platz    | The Essence of Time                         | Christine Hartmann   |
| 2018* | Deutsche BBM - 3rd Division          | 3. Platz    | The Dark Side of the Moon                   | Thomas Freiss        |
| 2019  | Europäische BBM - Challenge Section  | 1. Platz    | Spectrum [Vinter]                           | Dave Lea             |
| 2019  | Wychavon Contest - First Section     | 2. Platz    |                                             | Dave Lea             |
| 2021  | German Open - B-Section              | 1. Platz    | Inclusion                                   | Stefan Popp          |
| 2021* | German Open - C-Section              | 2. Platz    | Lake of the Moon                            | Thomas Freiss        |
| 2022  | Europäische BBM - Challenge Section  | 1. Platz    | The Land of the Long White Cloud - Aotearoa | Thomas Freiss        |
| 2022  | Deutsche BBM - 1st Division          | 1. Platz    | The Torchbearer                             | Thomas Freiss        |
| 2022* | Deutsche BBM - 3rd Division          | 1. Platz    | Lake of the Moon                            | Thomas Freiss        |
| 2023  | German Open - A-Section              | 2. Platz    | English Heritage                            | Thomas Freiss        |
| 2024  | Deutsche BBM - Championship Division | 2. Platz    | Chivalry                                    | Thomas Freiss        |
| 2024* | Deutsche BBM - 2nd Division          | 2. Platz    | Corineus                                    | Constantin Benninger |

Bei der Europäischen BBM 2019 wurde Benedikt Seidl (Euphonium) bester Solist der Division. Bei der Deutschen BBM 2024 erhielt Elena Koppe (Prinzipal Cornet) den Solistenpreis der Division.
Im Oktober (verschoben von März aufgrund der Corona-Pandemie) 2022 war die Brass Band Regensburg Gastgeberin der Deutschen BBM.

## Diskografie
- Brass on Fire (2018)